# 德光車站
德光車站位於臺灣臺南市東區，是臺灣糖業股份有限公司關廟線的鐵路車站。在廢除之後因為所在地開發迅速，原址（臺南大學榮譽校區附近）周圍已經沒有車站與軌道遺蹟殘留。

## 沿革
德光車站於1969年5月20日列入關廟線時刻表中，而隨著關廟線於1972年8月停辦客運而廢止。稍後站址劃入四期重劃區範圍，現已無任何殘跡。